# Saint-Germain-lès-Buxy
Saint-Germain-lès-Buxy település Franciaországban, Saône-et-Loire megyében. Lakosainak száma 263 fő (2022. január 1.). Saint-Germain-lès-Buxy La Charmée, Buxy, Granges, Jully-lès-Buxy és Saint-Ambreuil községekkel határos.

## Népesség
A település népessége az elmúlt években az alábbi módon változott:
| Lakosok száma | 291  | 276  | 278  | 268  | 267  | 276  | 272  | 267  | 263  |
|               | 2013 | 2015 | 2016 | 2017 | 2018 | 2019 | 2020 | 2021 | 2022 |